# Шмаков, Алексей Семёнович
Алексей Семёнович Шма́ков (1852, Москва — 25 июня 1916, Москва) — российский присяжный поверенный, журналист, политический деятель. Один из руководителей Русской монархической партии, черносотенец. Гражданский истец по нашумевшему делу Бейлиса. Автор ряда националистских и антисемитских книг и брошюр.

## Биография
Родился в Москве в дворянской семье. Окончил юридический факультет Новороссийского университета в Одессе, после чего некоторое время состоял на государственной службе, занимая должность судебного следователя в одной из южных губерний. Затем переехал в Москву, стал присяжным поверенным при Московском окружном суде, был помощником у знаменитого адвоката Фёдора Плевако.

### Юридическая деятельность
Прославился как юрист после дела «Соньки-золотой ручки» и дела Мельницкого. Наибольшая известность пришла после дела ротного офицера Заболоцкого в 1881 году, где Шмаков выступил его адвокатом. Выступал на стороне защитников устроителей погромов в Кишинёве (судебный процесс проходил в ноябре-декабре 1903 года) и в Гомеле (процесс проходил с октября 1904 по январь 1905 года). На процессе по делу Бейлиса в 1913 году, Шмаков вместе с Георгием Замысловским выступил поверенным по гражданскому иску от родственников жертвы.

### Политическая деятельность
Выступал как деятель правого и антисемитского толка. В 1890 году опубликовал открытое письмо, направленное к присяжным поверенным Московского округа, в котором Шмаков выразил беспокойство по поводу увеличения числа евреев в адвокатуре. Состоял во многих черносотенно-монархических организациях. Был одним из членов-учредителей Русской монархической партии, членом Русского монархического собрания, Союза русского народа, Русского собрания.
С 1904 до конца жизни был гласным Московской городской думы (в 1908 году переизбран).
Участвовал в работе VII съезда объединённых дворянских обществ России (12-13 февраля 1911 года).
Был теоретиком расового подхода в рассмотрении еврейского вопроса, рассматривая эту тему в аспекте противостояния «арийской и семитской расы». Утверждал, что евреи, руководствуюсь талмудической логикой, имеют своё потаённое мировое правительство.

## Публицистическая деятельность
В 1897 году издал перевод на русский язык антисемитского памфлета «100 законов Шулхан арух».

## Дети
Сын — Владимир Алексеевич Шмаков, теоцентричный представитель философского эзотеризма первой четверти XX века.

## Список произведений
- Судебные ораторы во Франции. — М., 1887.;
- Еврейские речи. — М., 1897.;
- Минский процесс. Дело о сопротивлении еврейских скопищ военным патрулям. (Краткий очерк судебного следствия). — М., 1899.;
- Гомельское дело. Речь А. С. Шмакова. — М., 1905.;
- Свобода и евреи. — М., 1905.;
- Евреи в истории. — Харьков, 1907.;
- Дело о погроме евреев в Вязьме, 19—20.10.1905. — М., 1907.;
- Погром евреев в Киеве. Очерк. — М., 1908.;
- Дело «Соединенного» банка. — М., 1909.;
- Съезд Объединенных Дворянских Обществ. СПб. Речь по еврейскому вопросу, произнесенная 12 и 13 февр. 1911 А. С. Шмаковым, уполномоченным Московского дворянства. — М., 1911.;
- Жид биржевой. — М., 1910?.;
- Международное тайное правительство. — М.: Алгоритм, 2013. — 752 с. — ISBN 978-5-4438-0359-3.;
- Еврейский вопрос на сцене всемирной истории. Введение. — М., 1912.;
- Впечатления о деле Бейлиса (доклад прочитанный в Русском Собрании). — 1913.
- Речь А. С. Шмакова в защиту С. К. Глинки. — М., 1915.

### Переводы книг
- Еврейское зерцало в свете истины. Научное исследование Д-ра Карла Эккера (перевод с немецкого). — 1906.

### Запрет в России
На основании решения Головинского районного суда города Москвы от 18.03.2015 книга А. С. Шмакова «Евреи в истории», изданная в Москве в 2011 году, была внесена в Федеральный список экстремистских материалов под № 2931. На основании решения Басманного районного суда города Москвы от 14.12.2015 книга Шмакова А. С. «Международное тайное правительство», изданная в Москве в 2013 году, была внесена в Федеральный список экстремистских материалов под № 4183.